# Elżbieta Porzec-Nowak
Elżbieta Porzec-Nowak (Lublin, 1945. január 27. – 2019. június 7.) olimpiai bronzérmes lengyel röplabdázó.

## Pályafutása
1967-ben ezüstérmet szerzett a lengyel válogatott tagjaként az Európa-bajnokságon. Az 1968-as mexikóvárosi olimpián bronzérmes lett a csapattal.

## Sikerei, díjai
- Olimpiai játékok
  - bronzérmes: 1968, Mexikóváros
- Európa-bajnokság
  - ezüstérmes: 1967, Törökország